# Свинушка толстая
Свину́шка то́лстая, или во́йлочная (лат. Tapinélla atrotomentósa) — вид грибов, входящий в род Тапинелла (Tapinella) семейства Тапинелловые (Tapinellaceae). Прежде из-за внешнего сходства ошибочно считалась родственным свинушке тонкой грибом, но позднее была перенесена из рода Свинушка (Paxillus) в род Tapinella.

## Описание

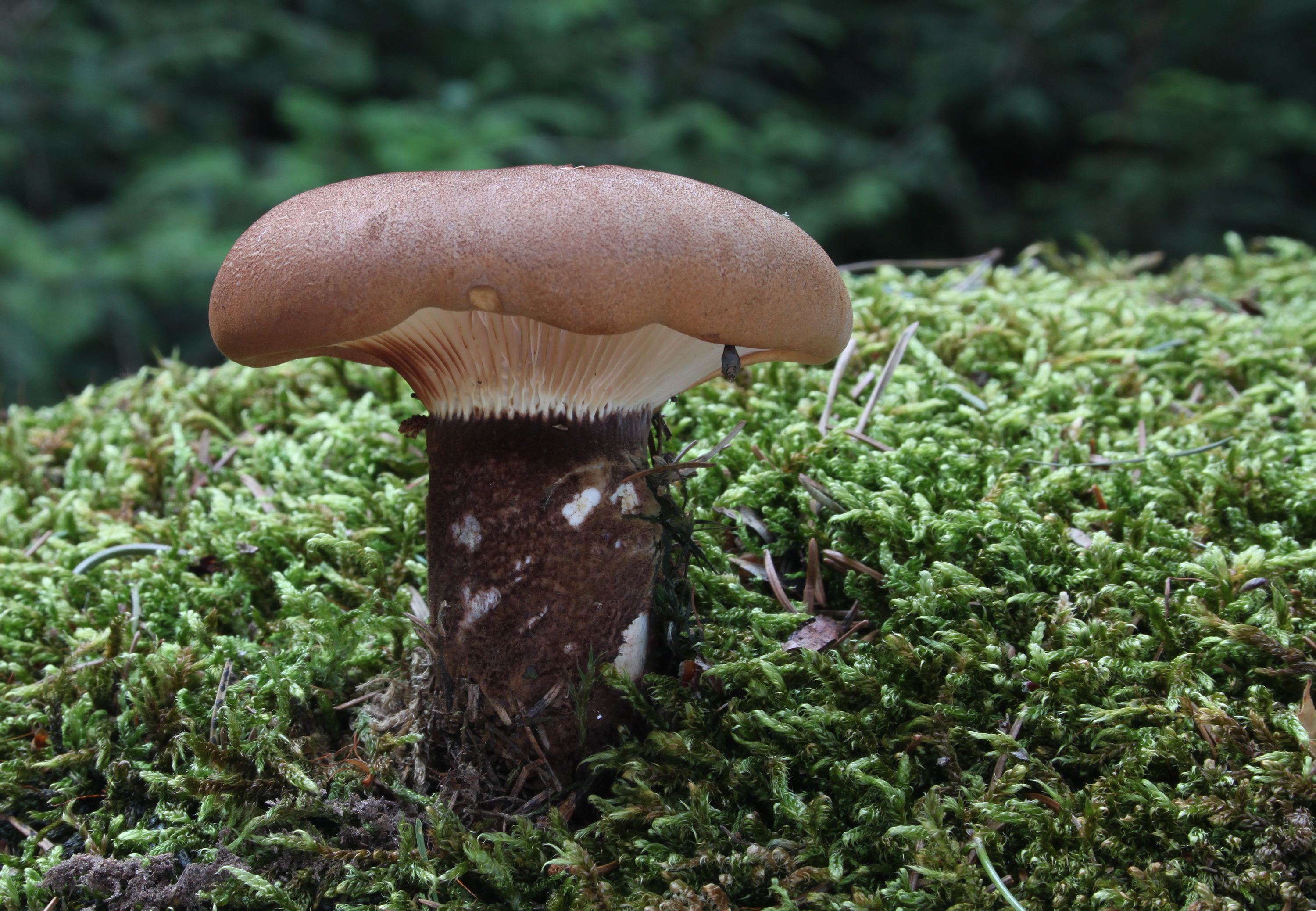
Молодое плодовое тело

Шляпконожечный гриб. Шляпка 5—15 (30) см в диаметре, выпуклая, полушаровидной, затем лопатовидной или языковидной формы и с вдавленным центром, с подвёрнутым краем, мясистая. Поверхность сухая, часто бархатистая, окрашена в ржаво-коричневые или охристо-бурые тона.
Гименофор пластинчатый, пластинки частые, ближе к ножке часто разветвляющиеся, у молодых грибов кремовые до светло-охристых, с возрастом темнеют до коричневых, при надавливании могут темнеть.
Ножка 2—7 (12,5) см длиной и 1,5—3,5 (5) см в поперечнике, центральная или почти боковая, часто погружённая в субстрат, цилиндрическая или расширяющаяся книзу, шерстисто-бархатистая, тёмно-коричневая до почти чёрной.
Мякоть от беловатой до охристой, на воздухе может темнеть, сильно гигрофанная, без особого запаха, иногда с горьковатым вкусом.
Споровый порошок жёлто-бурого цвета. Споры 3—5 (6)×3—4 (5) мкм, эллиптической формы, с гладкими стенками, декстриноидные.
Поверхность шляпки и ножки с нашатырным спиртом окрашивается в ярко-сиреневый цвет. При контакте с раствором KOH мякоть становится зелёно-чёрной.

## Экология и распространение
Плодовые тела образуются с июля по октябрь одиночно или небольшими группами, на пнях, брёвнах, около них, на зарытой древесине хвойных и лиственных пород (чаще всего — на сосне), во мху. Древесный сапротроф.

## Значение
Свинушка толстая относится к условно съедобным грибам — может употребляться в пищу в жареном виде после предварительного отваривания. Считается грибом низкого качества. В зарубежных источниках обычно указывается как несъедобный гриб или гриб с неизученными токсическими свойствами.
В плодовых телах свинушки содержится атроментин — коричневый пигмент с антибиотическими свойствами, производное полипоровой кислоты, которая отличается заметным противоопухолевым действием.
В плодовых телах свинушки толстой содержится телефоровая кислота (в намного меньших количествах, чем, например, в полиозеллусе) — синий пигмент. Свинушка может использоваться для окрашивания шерсти в голубоватый цвет.

## Синонимы
- Agaricus atrotomentosus Batsch, 1783basionym
- Paxillus atrotomentosus (Batsch) Fr., 1838
- Rhymovis atrotomentosa (Batsch) Rabenh., 1844
- Sarcopaxillus atrotomentosus (Batsch) Zmitr., Malysheva & E.F.Malysheva, 2004